# 樫本琳花
樫本 琳花（かしもと りんか、2000年6月29日 - ）は、日本の女性ファッションモデル、女優である。
愛媛県出身。Number Eight所属。 血液型はO型。

## 略歴
中学2年のときの2014年に「ミスセブンティーン2014」のグランプリに選ばれ。『Seventeen』2014年10月号より同誌専属モデルとなった。この時、同時に選ばれたのは横田真悠と川津明日香。当時はどこの芸能事務所にも所属していなかった。
2015年10月にエヴァーグリーン・エンタテイメントに所属となった。
2017年12月末発売のSeventeen2018年2月号でSeventeenの専属モデルを卒業。同時にエヴァーグリーン・エンタテイメントを退所し、一度芸能界を引退した。引退の理由は看護師になりたいという希望があり、実家のある愛媛に戻った。
しかし女優にやりたいという夢も捨てきれず、2019年に芸能活動を再開。新たにアービング所属となった。
2021年2月末を以て、アービングを退所。その後モデル事務所Number Eight所属となった。
2021年12月に映画『アリスの住人』で初主演を果たした。

## 出演

### TV出演
- 痛快TV スカッとジャパン（フジテレビ、2020年7月6日）
- この差って何ですか?（TBSテレビ、2021年1月12日）

### 配信ドラマ
- 神様のえこひいき（Hulu、2022年3月19日 - 4月9日）- 奥宮縁 役
- Ella project ドラマシリーズ『東京彼女』3月号「東京の嘘つき姉妹」（2024年3月4日配信開始、YouTube「10分ドラマ 東京彼女」） - 主演・梶園遥 役（山本亜依とW主演）[6]

### 映画
- アリスの住人（2021年12月4日公開） - 港つぐみ 役

### 舞台
- 短編劇集～四つの物語～
- 蒼い季節
- ろまんす
- 檸檬の島

- レキットベンキーザー・ジャパン「クレアラシル」[8]

### CM
- ボシュロム「メダリスト　フレッシュフィット　コンフォートモイスト」[7]
- 小田急箱根ホールディングス[8]

### ミュージックビデオ
- 當山みれい「My Way」（2016年）[9]

### ドラマ
- HiGH&LOW THE WORST EPISODE.O（日テレ、2019年8月7日）第4話[10]
- オリジナル短編ドラマ『最後の夏-come again-』[8]

## 書籍

### 雑誌
- Seventeen（2014年10月号 - 2018年2月号、集英社） - 専属モデル